# Parc provincial des Îles-Goose
Le parc provincial des Îles-Goose (anglais : Goose Islands Provincial Park) est un parc provincial du Manitoba (Canada) situé dans le lac Winnipegosis. Le parc protège un groupe d'îles situé dans la forêt mi-boréale. Il a une superficie de 137 ha et a été créée en 2017.